# Серебренников, Евгений Георгиевич
Евгений Гео́ргиевич Сере́бренников — советский удмуртский и российский театральный деятель, художественный руководитель ансамбля удмуртского государственного театра фольклорной песни и танца «Айкай».
Заслуженный артист Российской Федерации (2001). Народный артист Удмуртской Республики.

## Биография
В 1970 г. окончил Ижевское музыкальное училище. В том же году поступил в Государственный ансамбль песни и танца «Италмас», начиная с 1990 г. — в удмуртском государственном театре фольклорной песни и танца «Айкай», являлся сначала артистом-вокалистом, а с 1990 по 2010 гг. — художественным руководителем ансамбля. Участник творческих дуэтов (Е. Серебренников и Г. Кузнецов, Е. Серебренников и В. Серебренникова), в исполнении которых звучали удмуртские народные, авторские и русские народные песни. Под его руководством коллектив гастролировал в Швеции, Финляндии, Венгрии, Хорватии, Италии, Швейцарии, Германии.
11 октября 2001 был удостоен звания Заслуженный артист Российской Федерации. 
Скончался 27 ноября 2013 года. Похоронен на Хохряковском кладбище Ижевска. 